# Escrime aux Jeux olympiques de 1896
Navigation
Paris 1900

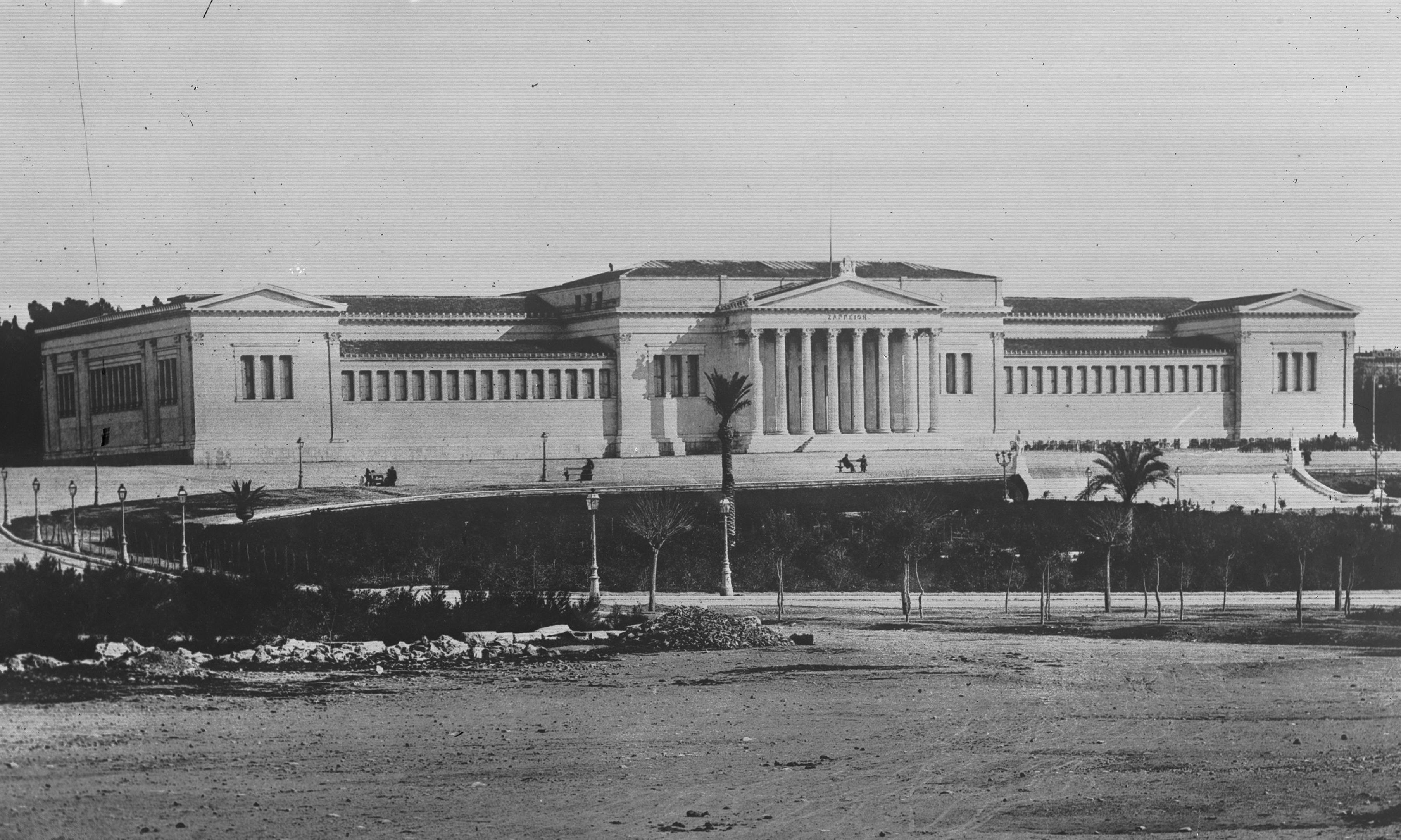
Le Zappeion, où ont lieu les concours d'escrime et de lutte.

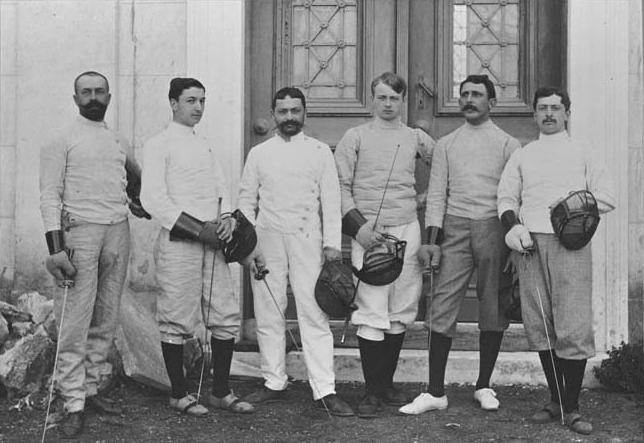
Les équipes de France et de Grèce d'escrime, en 1896.

À l'occasion des Jeux olympiques d'été de 1896, trois épreuves d'escrime sont organisées au Zappeion du 7 au 9 avril 1896. Quinze tireurs représentant quatre délégations participent à ces épreuves.
L'escrime est admis comme sport olympique dès novembre 1894 quand est fixé le programme des premiers Jeux olympiques modernes. Il est alors prévu d'organiser des épreuves dans trois armes : l'épée, le fleuret et le sabre. De même, une distinction est établie entre amateurs et professeurs qui ne concourront pas ensemble. C'est ainsi qu'une épreuve de fleuret pour « maître d'armes » est organisée lors des Jeux en plus d'une épreuve de fleuret pour les amateurs. Une troisième épreuve est organisée pour les sabreurs amateurs (aucune épreuve d'épée n'est finalement disputée).
Organisées selon un règlement établi en 1894 par la Société d'encouragement d'escrime, les épreuves d'escrime se disputent sous la forme de poules sauf pour l'épreuve des maîtres d'armes résumée à un unique assaut. Ces épreuves sont encadrées par un sous-comité d'organisation composé de onze membres : Meleagros Athanasiou (président), St. Rallis (secrétaire) et Paulos Skouzes, Khr. Rallis, Epaminondas Ebairikos, Nikolaos Pyrgos, Ekhtor Romanos, Ioannis Delaportas, Konstantinos Komninos-Miliotis, Petros Kanakis et Georgios Kolokhotronis (membres).
Les épreuves voient la domination des tireurs français et grecs qui se partagent la majorité des récompenses.

## Pays représentés
- Autriche (1)
- Danemark (1)
- France (4)
- Grèce (9)

## Tableau des médailles
| Rang  | Nation   | Or | Argent | Bronze | Total |
| ----- | -------- | -- | ------ | ------ | ----- |
| 1     | Grèce    | 2  | 1      | 1      | 4     |
| 2     | France   | 1  | 2      | 0      | 3     |
| 3     | Danemark | 0  | 0      | 1      | 1     |
| TOTAL | TOTAL    | 3  | 3      | 2      | 8     |

## Podiums
Les médailles d'or, d'argent et de bronze ont été attribuées rétroactivement par le Comité international olympique. En 1896, seuls les deux premiers de chaque épreuve recevaient une récompense.
| Épreuves                    | Or                             | Argent                     | Bronze                                 |
| Fleuret                     | Eugène-Henri Gravelotte France | Henri Callot France        | Periklís Pierrákos-Mavromichális Grèce |
| Fleuret pour maître d'armes | Leonídas Pýrgos Grèce          | Maurice Perronnet France   | -                                      |
| Sabre                       | Ioánnis Georgiádis Grèce       | Tilémachos Karákalos Grèce | Holger Nielsen Danemark                |

## Résultats

### Fleuret
L'épreuve de fleuret pour les tireurs amateurs est organisée le 7 avril. Les huit participants sont répartis dans deux poules dans laquelle chaque tireur affronte chaque concurrent dans un assaut en trois touches gagnantes. Les deux premiers de chaque poule s'affrontent dans une finale disputée en trois touches gagnantes également. La troisième place est attribuée au Grec Periklís Pierrákos-Mavromichális grâce à deux succès en poules (autant que son compatriote Athanasios Vouros mais celui-ci a bénéficié du forfait d'un concurrent).

#### Tour préliminaire

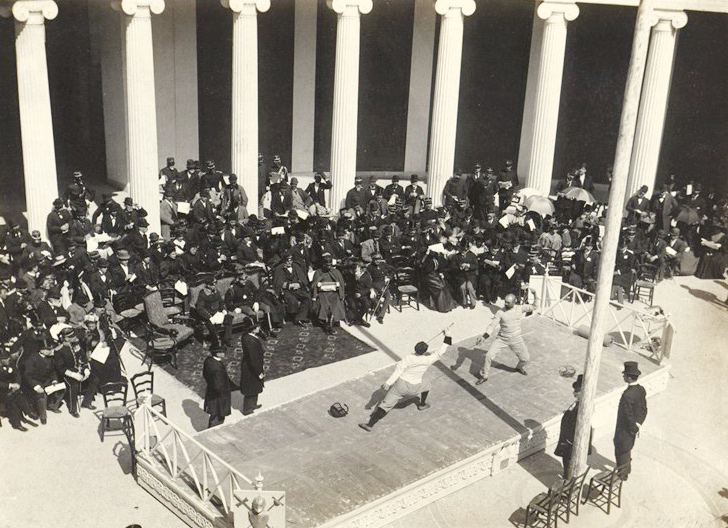
Escrime aux Jeux olympiques de 1896

##### Groupe A
| Rang | Tireur                           | Pays   | TM | TE | V | D |
| ---- | -------------------------------- | ------ | -- | -- | - | - |
| 1    | Henri Callot                     | France | 9  | 4  | 3 | 0 |
| 2    | Periklís Pierrákos-Mavromichális | Grèce  | 7  | 4  | 2 | 1 |
| 3    | Henri Delaborde                  | France | 5  | 7  | 1 | 2 |
| 4    | Ioannis Poulos                   | Grèce  | 3  | 9  | 0 | 3 |

| Assaut | Vainqueur                        | Pays   | Touches | Vaincu                           | Pays   |
| ------ | -------------------------------- | ------ | ------- | -------------------------------- | ------ |
| A1     | Periklís Pierrákos-Mavromichális | Grèce  | 3-1     | Henri Delaborde                  | France |
| A2     | Henri Callot                     | France | 3-2     | Ioannis Poulos                   | Grèce  |
|        |                                  |        |         |                                  |        |
| A3     | Periklís Pierrákos-Mavromichális | Grèce  | 3-0     | Ioannis Poulos                   | Grèce  |
| A4     | Henri Callot                     | France | 3-1     | Henri Delaborde                  | France |
|        |                                  |        |         |                                  |        |
| A5     | Henri Callot                     | France | 3-1     | Periklís Pierrákos-Mavromichális | Grèce  |
| A6     | Henri Delaborde                  | France | 3-1     | Ioannis Poulos                   | Grèce  |

##### Groupe B
| Rang | Tireur                         | Pays   | TM | TE | V | D |
| ---- | ------------------------------ | ------ | -- | -- | - | - |
| 1    | Eugène-Henri Gravelotte        | France | 9  | 5  | 3 | 0 |
| 2    | Athanasios Vouros              | Grèce  | 8  | 4  | 2 | 1 |
| 3    | Konstantinos Komninos-Miliotis | Grèce  | 5  | 7  | 1 | 2 |
| 4    | Georgios Balakakis             | Grèce  | 3  | 9  | 0 | 3 |

| Assaut | Vainqueur                      | Pays   | Touches       | Vaincu                         | Pays  |
| ------ | ------------------------------ | ------ | ------------- | ------------------------------ | ----- |
| B1     | Konstantinos Komninos-Miliotis | Grèce  | 3-1           | Georgios Balakakis             | Grèce |
| B2     | Eugène-Henri Gravelotte        | France | 3-2           | Athanasios Vouros              | Grèce |
|        |                                |        |               |                                |       |
| B3     | Athanasios Vouros              | Grèce  | 3-1           | Georgios Balakakis             | Grèce |
| B4     | Eugène-Henri Gravelotte        | France | 3-2           | Konstantinos Komninos-Miliotis | Grèce |
|        |                                |        |               |                                |       |
| B5     | Eugène-Henri Gravelotte        | France | 3-1           | Georgios Balakakis             | Grèce |
| B6     | Athanasios Vouros              | Grèce  | 3-0 forfait > | Konstantinos Komninos-Miliotis | Grèce |

#### Finale
Durant la finale, les deux tireurs invaincus, tous les deux français, s'affrontent. Gravelotte s'y impose.
| Assaut | Vainqueur               | Pays   | Touches | Vaincu       | Pays   |
| ------ | ----------------------- | ------ | ------- | ------------ | ------ |
| F      | Eugène-Henri Gravelotte | France | 3-2     | Henri Callot | France |

### Fleuret pour maître d'armes
L'épreuve de fleuret pour maître d'armes est organisée immédiatement après l'épreuve amateur le 7 avril. Elle consiste en un unique assaut remporté par le Grec Leonídas Pýrgos.
| Assaut | Vainqueur       | Pays  | Touches | Vaincu            | Pays   |
| ------ | --------------- | ----- | ------- | ----------------- | ------ |
| 1      | Leonídas Pýrgos | Grèce | 3-1     | Maurice Perronnet | France |

### Sabre
L'épreuve de sabre est organisée le 9 avril. Cinq tireurs représentant trois délégations participent au tournoi. À l'issue des dix assauts, quatre par tireur, le meilleur d'entre eux est sacré champion olympique, en l'occurrence le Grec Ioánnis Georgiádis.
| Rang | Tireur               | Pays     | TM | TE | V | D |
| ---- | -------------------- | -------- | -- | -- | - | - |
| 1    | Ioánnis Georgiádis   | Grèce    | 12 | 6  | 4 | 0 |
| 2    | Tilémachos Karákalos | Grèce    | 11 | 5  | 3 | 1 |
| 3    | Holger Nielsen       | Danemark | 10 | 9  | 2 | 2 |
| 4    | Adolf Schmal         | Autriche | 7  | 11 | 1 | 3 |
| 5    | Georgios Iatridis    | Grèce    | 3  | 12 | 0 | 4 |

| Assaut | Vainqueur            | Pays     | Touches | Vaincu               | Pays     |
| ------ | -------------------- | -------- | ------- | -------------------- | -------- |
| 1      | Tilémachos Karákalos | Grèce    | 3-0     | Adolf Schmal         | Autriche |
| 2      | Ioánnis Georgiádis   | Grèce    | 3-0     | Georgios Iatridis    | Grèce    |
| 3      | Tilémachos Karákalos | Grèce    | 3-2     | Holger Nielsen       | Danemark |
| 4      | Ioánnis Georgiádis   | Grèce    | 3-2     | Adolf Schmal         | Autriche |
| 5      | Holger Nielsen       | Danemark | 3-1     | Georgios Iatridis    | Grèce    |
| 6      | Ioánnis Georgiádis   | Grèce    | 3-1     | Tilémachos Karákalos | Grèce    |
| 7      | Adolf Schmal         | Autriche | 3-2     | Georgios Iatridis    | Grèce    |
| 8      | Ioánnis Georgiádis   | Grèce    | 3-2     | Holger Nielsen       | Danemark |
| 9      | Tilémachos Karákalos | Grèce    | 3-0     | Georgios Iatridis    | Grèce    |
| 10     | Holger Nielsen       | Danemark | 3-2     | Adolf Schmal         | Autriche |

## Légende
- TM : touches marquées ; TE : touches encaissées ; V : victoire ; D : défaite

## Sources
- (en + de) Rapport officiel des Jeux olympiques de 1896 sur le site de l'Amateur Athletic Foundation of Los Angeles.
- (en) Bill Mallon et Tur Widlund, The 1896 Olympic Games : Results for All Competitors in All Events, with Commentary, Jefferson, McFarland & Company, 2009, 168 p. (ISBN 978-0-7864-4065-8, lire en ligne).
- (en) Michael LLewellyn Smith, Olympics in Athens 1896. The Invention of the Modern Olympic Games, Profile Books, Londres, 2004.  (ISBN 1-86197-342-X)
- (fr) Données sur les médaillés olympiques, site du Comité international olympique.